# Proechimys cuvieri
Голчастий щур Кювьє (Proechimys cuvieri) — вид гризунів родини Голчастих щурів, який зустрічається в таких країнах: Бразилія, Французька Гвіана, Гаяна, Перу, Суринам, Венесуела. Його висотний діапазон нижче 500 м над рівнем моря. Цей гризун щільно населяє незаймані ліси, але відсутній у вторинних лісах у Французькій Гвіані, але в Західній Амазонії у вторинних лісах присутній.

## Етимологія
Вид названий на честь Жоржа Леопольда Кюв'є.

## Морфологія
Морфометрія. Повна довжина: 312—432, довжина хвоста: 117—180, довжина задньої стопи: 44–54, довжина вух: 19–25 мм.
Опис. Proechimys cuvieri схожий на Proechimys brevicauda з його середніх розмірів тілом і відносно короткими вухами, задніми ногами і хвостом. Хвіст займає приблизно дві третини довжини тіла, у більшості зразків чітко двоколірний, з черевним забарвленням, що варіюється від кремового до світло-коричневого кольору. У жодного зразка хвіст не був рівномірно темним, як це часто буває в Proechimys brevicauda. Хвіст вкритий волоссям добре, але луска залишається видимою, вона вкриває хвіст в кількості 9–12 на сантиметр. У цілому, цей вид має відносно темний колір тіла, хвоста й ніг. Як і в інших видів, колір середньої лінії спини здається темнішим, ніж боки тіла, особливо на крупу. На відміну особливо від Proechimys brevicauda, Proechimys cuvieri має сильно виражений червонуватий загальний відтінок. Остюкоподібне волосся жорстке на доторк більше і ширше ніж у інших видів окрім Proechimys echinothrix, але з батогоподібним кінчиком. Зовнішня поверхня задніх ніг коричнева, бічних ліній немає і червонуватий колір боків різко контрастує з майже чисто білим черевом.

## Відтворення
Під час дослідженні виду, яке проводилось з серпня по березень, виявили, що вагітні самки траплялись тільки в лютому та березні. Потомство складалося завжди з двох дитинчат.

## Загрози та охорона
Серйозних загроз для цього виду немає. Він дуже численний у Національному Парку Тумукумаке й проживає у кількох інших охоронних районах.